# Verband der Deutschen Reichs-Post- und Telegrafenbeamtinnen
Der Verband der Deutschen Reichs-Post- und Telegrafenbeamtinnen (VRPT) war ein Berufsverband für Frauen im Post- und Telegrafendienst, der von 1912 bis 1933 bestand. Er war im Bund Deutscher Frauenvereine organisiert.

## Geschichte
Bereits 1827 gestattete man Frauen in Provinzialpostämtern in Frankreich eine Tätigkeit als Wertzeichenverkäuferin und Vorsteherin. England stellte ab 1837 Frauen im Postdienst ein. Im übrigen Europa und in den USA arbeiteten spätestens seit 1864 Frauen vereinzelt als Gehilfinnen im Post- oder Telegrafendienst. In Europa wurden sie vor allem in kleinen Einrichtungen auf dem Land eingesetzt. Oft handelte es sich um mithelfende Familienangehörige. In größerem Umfang wurden weibliche Arbeitskräfte im verstaatlichten Telefondienst ab 1889 im Deutschen Reich angestellt. Gleichzeitig wurde der behördliche Arbeitsbereich in den niedrig bezahlten, bis zum Jahr 1922 laufbahnlosen weiblichen Zweig und den Arbeitsbereich für Männer mit vielfältigen Aufstiegsmöglichkeiten gespalten. Bis 1918 beinhaltete der Status als Beamtin im Gegensatz zum Beamtenstatus keine Beschäftigung auf Lebenszeit. Die Beamtinnen rekrutierten sich aus jungen, unverheirateten Frauen aus „gutem Hause“. Die Frauen verfügten über eine gute Schulbildung und teilweise auch über Fremdsprachenkenntnisse.
Die speziellen Interessen der weiblichen Belegschaft wurden von den männlichen Berufsverbänden nicht vertreten. Anfang des 20. Jahrhunderts war die Anzahl der Frauen im Post- und Telegrafendienst so stark angewachsen, dass sich regionale Interessenvertretungen für weibliche Beschäftigte bildeten. Vereinsgründungen erfolgten 1904 in München, Augsburg, Nürnberg und Hamburg sowie im Jahr 1905 in Halle. Erster überregional agierender Verein war der 1905 in München gegründete Verein bayrischer Telefonistinnen. Die zahlreichen Regionalgruppen boten Fach- und Fortbildungskurse, gründeten Bibliotheken, boten unentgeltlichen Rechtsschutz und Vorteile bei Versicherungsabschlüssen. Zu den Angeboten gehörten ebenso Erholungsräume und ein günstiger Mittagstisch.

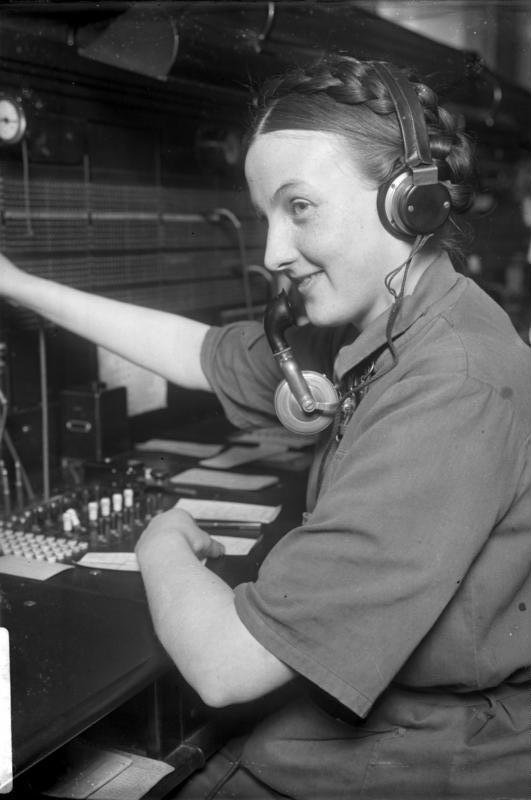
Telefonistin (1928)

Der Berliner Verein unter der Leitung von Hedwig Rüdiger lud im Oktober 1910 verschiedene Vertreterinnen der regionalen Gruppen zu einer Beratung über einen Dachverband ein. Im Februar 1912 schlossen sich 34 Ortsvereine mit 6767 Mitgliedern, was damals ca. 30 % der weiblichen Beschäftigten entsprach, zum Verband der Deutschen Reichs-Post- und Telegrafenbeamtinnen zusammen. Der dezentral strukturierte Verband fasste selbstständig organisierte Bezirksvereine zusammen. Mehrere kleine Ortsvereine bildeten die Bezirksvereine. Die Finanzierung erfolgte über Mitgliedsbeiträge. Als Wahlspruch wählte man „Arbeiten und Frohsinn“.
Bis 1933 stieg die Zahl der im Verband organisierten Frauen stetig an. Nach dem Ersten Weltkrieg war im Jahr 1918 die Hälfte des weiblichen Personals organisiert. 1924 war mit 87,4 % ein außergewöhnlich hoher Organisierungsgrad erreicht (zum Vergleich: 1928 war jede 5. Angestellte Mitglied einer Berufsorganisation).
Der Verband schloss sich für gemeinsame Ziele mit den Beamtenorganisationen der Männer zusammen, obwohl diese Vorbehalte gegen den Frauenverband zeigten. Der Verband der Deutschen Reichs-Post- und Telegrafenbeamtinnen blieb dabei eine eigenständige Frauenorganisation. Mit den Verbänden der männlichen Kollegen bildete man nach 1918 eine Reichspostgewerkschaft unter dem Dach des Deutschen Beamtenbundes, der sich von der Gewerkschaftsbewegung abgrenzte.
Der Verband der Deutschen Reichs-Post- und Telegrafenbeamtinnen wurde 1933 durch die von den nationalsozialistischen Machthabern befohlene Gleichschaltung aller Beamtenorganisationen aufgelöst. Nennenswerten Widerstand gegen die Auflösung setzte der Verband nicht entgegen. Die Auflösung wurde am 1. Juli 1933 einstimmig beschlossen. Alle Einrichtungen und Vermögenswerte gingen auf Anordnung an den Reichsbund der deutschen Beamten, den Nachfolger des Deutschen Beamtenbundes. Mit Bezug auf das Gesetz zur Wiederherstellung des Berufsbeamtentums vom 7. April 1933 sollen ca. 2000 unliebsame Beamtinnen entlassen worden sein, darunter die Verbandsvorsitzende Else Kolshorn, die der Deutschen Demokratischen Partei nahe stand. Ministerialrat Margarete Kinsberger, Referentin für das weibliche Personal im Reichspostministerium und ebenfalls im Verband aktiv, wurde zuerst beurlaubt und dann in den Ruhestand versetzt.

## Ziele und Selbstverständnis
Der Verband der Deutschen Reichs-Post- und Telegrafenbeamtinnen vereinigte Mitglieder unterschiedlicher Konfessionen auf parteipolitisch neutraler Grundlage. Aus diesem Grund blieb der Verband nach der Verankerung des Frauenwahlrechts in der Weimarer Verfassung und den damit verbundenen politischen Spaltungen in seiner Form und Einheit bestehen.
Die Förderung der beruflichen, geistigen, sozialen und wirtschaftlichen Interessen der im Verband organisierten Frauen war das vorrangige Verbandsziel. Dazu zählten fortschrittliche Gleichberechtigungsforderungen, wie die nach lebenslänglicher und unkündbarer Anstellung, die gesetzliche Fürsorge nach Krankheiten und Unfällen, verbesserte Arbeitsbedingungen, der Ausbau der Dienstlaufbahnen und Besoldungsaufbesserungen ebenso wie Forderungen vor dem Hintergrund einer bürgerlich-konservativen Grundhaltung und der damit einhergehenden Sexualmoral. Bei der Argumentation um die Einführung einer finanziellen Abfindung bei der Aufgabe des Berufs nach der Heirat bediente sich der VRTP auch rassehygienisch-eugenischer Argumente.
Der Verband setzte sich für die Hebung des Standesbewusstseins für den eigenen Berufsstand in Abgrenzung zur Arbeiterklasse ein. Nachdem aufgrund eines begrenzten weiblichen Arbeitskräfteangebotes von den Oberpostdirektionen Anwärterinnen ohne Schulbildung eingestellt worden waren, forderte der Verband verschärfte Aufnahmebedingungen.

### Kampf um die „Heiratsprämie“
Das Versicherungsgesetz für Angestellte beinhaltete für weibliche Versicherte beim Ausscheiden aus dem Beruf eine Umwandlung der erworbenen Anwartschaft auf Ruhegeld in eine Leibrente. Die Postbeamtinnen hatten solche Rechte zuerst nicht. Sie mussten mit der Heirat den Beruf aufgeben und verloren den kompletten Anspruch auf Pension.
Als Ehefrau und Mutter, so glaubten damals viele Frauen auch innerhalb des VRTP, könne die Tätigkeit im Staatsdienst nicht fortgeführt werden. Dieses „Zwangszölibat“ wurde mit der Weimarer Republik zwar per Verfassung aufgehoben, die Regelung wurde aber durch verschiedene Personalabbauverordnungen ausgehebelt. Für verheiratete oder heiratswillige Beamtinnen bestand jeweils nur kurze Zeit ein Kündigungsschutz. Einen finanziellen Ausgleich nach dem Ausscheiden gab es nicht. Anstatt sich grundsätzlich gegen die Entlassungen zu stellen, setzte sich der Verband der Deutschen Reichs-Post- und Telegrafenbeamtinnen für die Zahlung von Ausgleichsbeträgen ein. Per Erlass des Reichspostministeriums von 17. Februar 1923 wurde im Falle der Heirat nach fünf Dienstjahren eine Abfindungssumme von sieben bis zwölf Monatsgehältern verankert. Der VRTP begriff dies als Erfolg, obwohl im Zuge der Inflation 1923 durch die Geldentwertung kaum ein Gegenwert zu der Abfindungssumme bestand. Schon im August 1923 konnte man für die Summe kaum mehr einen Tisch kaufen.

### Uneheliche Mutterschaft
Nachdem der deutsche Reichstag beschlossen hatte, dass die uneheliche Mutterschaft allein keinen Grund zur Einleitung eines Disziplinarverfahrens gegen eine Beamtin darstellte, richtete der VRPT eine gegengerichtete Eingabe an den Reichsrat. Auf dem 10. Verbandstag 1922 stützte man die Bemühungen des Verbandsvorstands „zur Abwehr der zu verfassungswidrigen Untergrabungen der Ehe führenden Bestrebungen nach bedingungsloser Freigabe der unehelichen Mutterschaft“. Die Freigabe der unehelichen Mutterschaft für Beamtinnen komme „einem grundsätzlichen Verzicht auf den Anspruch nach Beherrschung des Trieblebens der Frau gleich“.

## Erfolge und Grenzen

### Immobilienprojekte

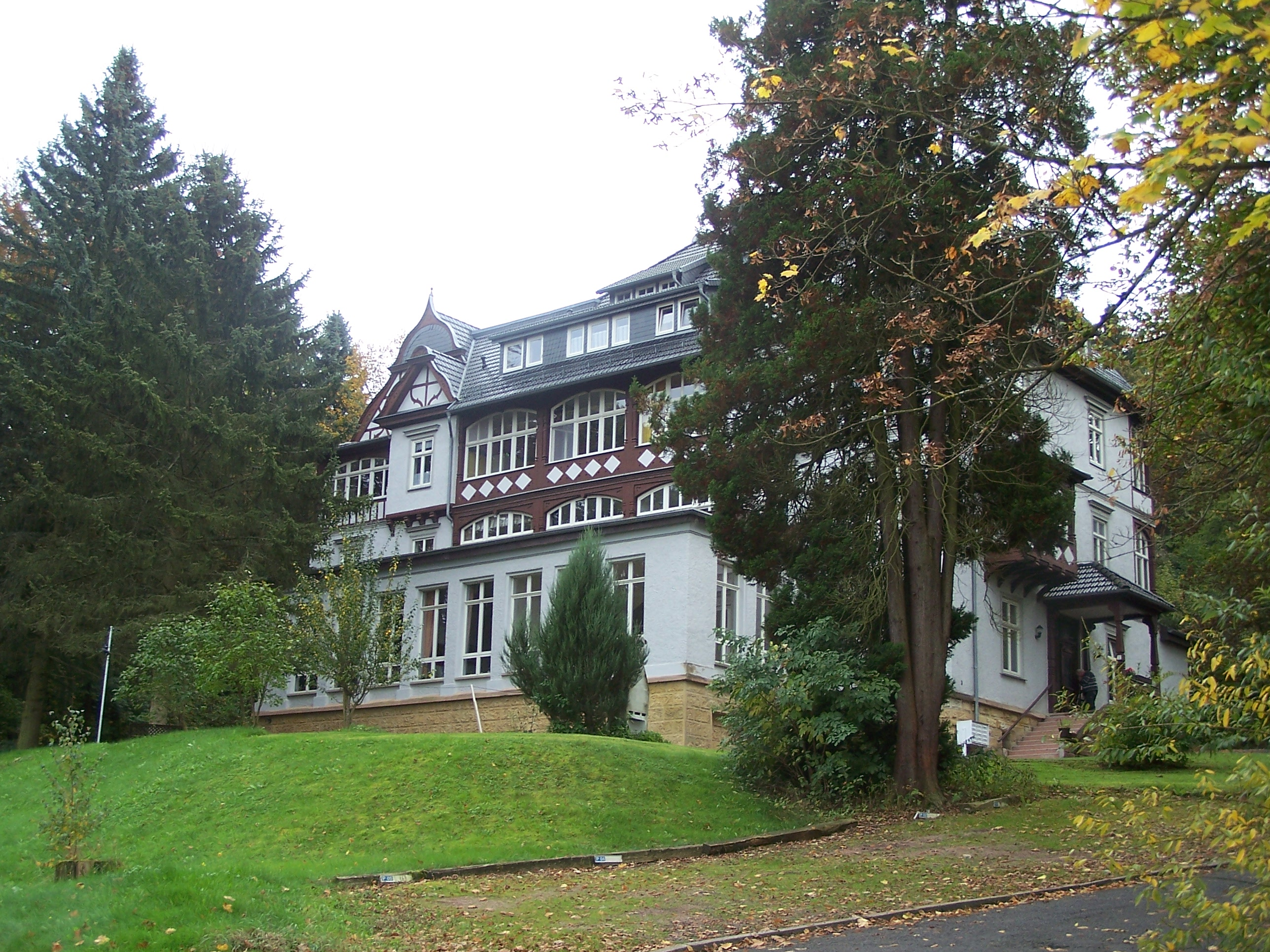
Ehemaliges Else-Kolshorn-Haus, Bad Liebenstein (2014)

Im Jahr 1913 eröffnete der VRPT ein aus eigenen Mitteln finanziertes Erholungsheim für die Beamtinnen in Bad Salzhausen. In Bad Liebenstein in Thüringen wurde 1920 im ehemaligen Hotel „Quisisana“ ein Erholungsheim für Post- und Telegrafenbeamtinnen, das Else-Kolshorn-Haus, eingerichtet. 1931 erweiterte der Verband das Areal durch Zukauf vom Staat um 2888 m².
Im Hedwig-Rüdiger-Haus in Berlin-Charlottenburg wurde Mitte der 1920er Jahre ein Wohnheim für Ledige auf Initiative der Namensgeberin eingerichtet. Eigentümer war der Verband. Bewohnerinnen erwarben Anteilsscheine, sogenannte Bausteine, die bei einem Auszug zurückerstattet wurden. Die Wohneinheiten enthielten je einen zentralen Wohnraum, eine durch Vorhang abgeteilte Schlafnische mit Schrank und Waschtisch sowie eine Kleinstküche mit Gasherd. Der Flur und Nebenräume wurden jeweils von zwei Frauen genutzt, so dass sich daraus eine Wohnung ergab. Bäder gab es im Untergeschoss.

### Berufsinteressen
Die Gehaltsfortzahlung im Krankheitsfall auch für außerplanmäßig angestellte Frauen wurde 1917 durchgesetzt. Kriegssteuerungszulagen für weibliches und männliches Personal wurden erreicht. 7000 Angestellte auf Postämtern III. Klasse wurden verbeamtet. Margarete Kinsberger, eine Aktivistin des Verbands, wurde als Beauftragte für Frauenbelange in das Reichspostministerium berufen. 1918 wurde per Reichstagsbeschluss die Forderung nach unkündbarer Anstellung umgesetzt.
Der hohe Organisations- und Mobilisierungsgrad der Beamtinnen begründete sich in der ständigen Kooperation mit der Frauenbewegung sowie der kontinuierlichen Leitung durch starke, engagierte und integrierende Führungspersönlichkeiten wie Else Kolshorn oder Hedwig Rüdiger. Auch die paternalistisch freundliche Haltung der deutschen Postverwaltung stützte diese Tendenz.
Viele geschlechtsspezifische Diskriminierungen im Bereich der Laufbahn- und Besoldungsregeln sowie dem arbeitsrechtlichen Status konnten nicht oder nur zeitweise überwunden werden. Gründe dafür lagen in der instabilen wirtschaftlichen Lage der Weimarer Republik, der auf männliche Dominanz ausgerichteten Familienpolitik sowie den betrieblichen Interessen der Post, die Frauen als Arbeitskraftreserve zu gebrauchen. Der VRPT verfügte dennoch über eine grundsätzlich loyale Haltung dem Arbeitgeber gegenüber.

## Vereinszeitschriften
Der Fernsprecher wurde 1904 als allgemeines Blatt für Verkehrsbeamtinnen gegründet. Erst allmählich entwickelte sich die Zeitschrift von einem fachlichen Unterhaltungsblatt zu einem Fachblatt für Berufsinteressen, insbesondere für Post- und Telegrafenpersonal. Da es vor 1912 keinen Gesamtverband gab, hatte Der Fernsprecher besondere Bedeutung für die überregionale Vernetzung. Die Zeitschriftenbeiträge umfassten Informationen über einzelne Vereine, zur Frauenbewegung, zum Frauenstimmrecht, zu Berufskrankheiten sowie feuilletonistische Beiträge.
Die zweimal monatlich erscheinende Zeitschrift Unter dem Reichsadler wurde ab 1908 vom Berliner Verein als Vereinsorgan herausgegeben. Ab 1912 wurde sie das Vereinsorgan des Gesamtverbands der Deutschen Reichspost- und Telegrafenbeamtinnen. Die Verbandsvorsitzende war für den Inhalt verantwortlich. Politische Inhalte wie Reichstagsdebatten zu Belangen des weiblichen Postpersonals, Verbandseingaben an den Reichstag und die Reichspostverwaltung wurden abgedruckt. Ausführlich behandelt wurden ebenso Rationalisierungsmaßnahmen und technische Entwicklungen sowie die hohe Krankheitsziffer unter den Telegrafenbeamtinnen. Die Rubrik „Frauenfortschritt“ informierte über die Frauenbewegung. Neben den politischen, wirtschaftlichen und rechtlichen Inhalten wollte das Blatt bewusst auch die Arbeitsfreude stärken.

## Schriften in Herausgeberschaft
- Else Kolshorn: Die Frau in der Post- und Telegraphenverwaltung von 1864 bis 1917, ihre bisherigen Dienste und ihre Wünsche für künftige Tätigkeit. Berliner Buch- & Kunstdruck, 1917.
- Ernst Sommer: Abfindungssumme für Post- und Telegraphenbeamtinnen bei der Dienstentlassung wegen Heirat: Denkschrift des Verbandes der deutschen Reichs-Post- und Telegraphenbeamtinnen. Verkehrsverlag Union Ernst Sommer, Berlin 1919.
- Else Kolshorn: Unsere Verbandsarbeit und die Jugend: Vortrag beim 14. Verbandstag des Verbandes der deutschen Reichs- Post- und Telegraphenbeamtinnen E.V.; Dresden 18. Mai 1925. Berlin 1925.
- Else Fisch: Zur Frauenberufshygiene: Vortrag beim 14. Verbandstag des Verbandes der deutschen Reichs-Post- und Telegraphenbeamtinnen E. V. Dresden, 19. Mai 1925. Berlin 1926.
- Drei Vorträge vom VXI. Verbandstag des Verbandstag des dt. Reichs- Post- und Telegraphenbeamtinnen E. V. in Braunschweig. Selbstverlag, Berlin 1927.
- Zusammenstellung der Satzungen des Verbandes der deutschen Reichs- Post- und Telegraphenbeamtinnen E.V. und des Bezirksvereins Hamburg E.V.. Hamburg, 1929.
- Ratgeber für Postbeamtinnen zur Erlangung von Unterstützungen in Notfällen. Hauptwerk, Selbstverlag, 1929.
- Ratgeber für Postbeamtinnen zur Erlangung von Unterstützungen in Notfällen. Teil: Nachtrag 1–3, Selbstverlag, 1929.
- Else Kolshorn, Gertrud Thieme: Abfindung für weibliche Beamte beim Ausscheiden wegen Heirat: Denkschrift zur Lösung einer wichtigen Zeitfrage. Berlin 1929.
- [Eingabe des] Verband[es] der deutschen Reichs-Post- und Telegraphenbeamtinnen E. V. an den Hohen Reichsrat betr. Einschaltung eines Paragraphen 32a über d. Dienstverhältnis verheirateter weibl. Reichsbeamten i. d. Reichsbeamtengesetz. Berlin 1930.